# Roy James Holt
Roy James Holt (* 22. Januar 1947 in Borger (Texas)) ist ein US-amerikanischer experimenteller Kernphysiker.
Holt studierte an der Southern Methodist University mit dem Bachelorabschluss 1969 und an der Yale University mit dem Masterabschluss 1972 und der Promotion in Physik 1972. Danach forschte er in Yale und ab 1984 am Argonne National Laboratory.  1994 bis 2000 war er Professor an der University of Illinois at Urbana-Champaign, wo er danach Adjunct Professor war. Ab 2000 war er wieder am Argonne Lab als Leiter der Abteilung Physik bei mittleren Energien.
Er befasst sich Kernphysik bei mittleren Energien, Photonuklearen Reaktionen und Elektronenstreuung an Kernen und  war an kernphysikalischen Experimenten unter anderem zur Struktur des Deuterons am Argonne Labor, am LAMPF des Los Alamos National Laboratory, am MIT, am SLAC und am Budker-Institut für Kernphysik (BINP) in Nowosibirsk beteiligt sowie am Jefferson Lab (CEBAF), DESY (Hermes Experiment) und der Indiana University Cyclotron Facility (IUCF).
In den 2000er Jahren befasste er sich mit der Suche nach einem nichtverschwindenden permanenten elektrischen Dipolmoment (EDM) bei Radium 225. Ein solches EDM in Atomen oder zum Beispiel beim Neutron wäre ein Hinweis auf Zeitumkehrsymmetrie-Verletzung (T-Verletzung) und damit auf neue Physik. Eine mögliche T-Verletzung in der Pion-Nukleon Wechselwirkung könnte über sogenannte Schiff-Momente ein EDM in der Elektronenhülle des Atoms induzieren. Bei Radium 225 wäre der Effekt aufgrund kollektiver Oktupol-Deformation des Kerns verstärkt und das Atom damit sensitiver für Beobachtung eines EDM als das zuvor verwendete Quecksilber 199.
Er war im Leitungsrat des CEBAF (Continuous Electron Beam Accelerator Facility) am Jefferson Lab.
2005 erhielt er den Tom-W.-Bonner-Preis für Kernphysik für seine Pionierrolle der experimentellen Untersuchung der Struktur des Deuterons und insbesondere für seine innovative Verwendung von Polarisationtechniken in diesen Experimenten. Da das Deuteron der einfachste Kern ist, nur bestehend aus Proton und Neutron, ist es besonders gut für die Untersuchung der Kernkräfte und Effekte wie Mesonen-Austauschströmen und Quarkfreiheitsgraden im Kern geeignet.
Er war im Herausgebergremium von Physical Review C, Journal of Physics G und Nuclear Physics A. Er ist Fellow der American Physical Society und des Institute of Physics.
Er ist seit 1966 verheiratet und hat drei Kinder.